# Enrico Castellani
Enrico Castellani (n. 4 august 1930, Castelmassa, Veneto, Italia – d. 1 decembrie 2017, Viterbo, Lazio, Italia) a fost un artist italian. A activat în Italia începând cu anii 1960 și a fost asociat cu Piero Manzoni⁠(d) și Vincenzo Agnetti. Din 1959 a realizat reliefuri geometrice monocromatice folosind cuie dintr-un pistol penumatic pentru a-și distorsiona pânzele.
În 2010 a primit Praemium Imperiale⁠(d) pentru pictură.

## Viața
Castellani s-a născut pe 4 august 1930 la Castelmassa din provincia Rovigo, în Veneto. A studiat la Bruxelles, mai întâi sculptura și pictura la Académie Royale des Beaux-Arts⁠(d), iar apoi arhitectura la École Nationale Supérieure des Arts Visuels de La Cambre⁠(d). Ulterior, s-a mutat la Milano. Castellani a colaborat cu artiști precum Getulio Alviani, Piero Manzoni⁠(d) și alții.
A murit la 1 decembrie 2017 în casa sa, Castello Orsini din Celleno, în provincia Viterbo din Lazio.